# Deyalitza Aray
Deyalitza Aray es una política venezolana, diputada suplente de la Asamblea Nacional por el estado Carabobo.

## Carrera
Aray fue electa como diputada suplente por la Asamblea Nacional por el estado Carabobo para el periodo 2016-2021 en las elecciones parlamentarias de 2015, en representación de la Mesa de la Unidad Democrática (MUD). El 11 de febrero de 2020 se trasladó al estado Vargas en un autobús junto con otros parlamentarios para recibir a Juan Guaidó después de que realizara una gira internacional. Una alcabala de la Policía Nacional Bolivariana impidió el paso de los autobuses y la detuvo por más de cuatro horas, liberándola en la noche.
Posteriormente fue designada por Juan Guaidó como presidente de la Comisión Permanente de Familia para el periodo 2022-2023.